# Uromacerina ricardinii
Uromacerina ricardinii är en ormart som beskrevs av Peracca 1897. Uromacerina ricardinii är ensam i släktet Uromacerina som ingår i familjen snokar. Inga underarter finns listade i Catalogue of Life.
Uromacerina ricardinii godkänns inte som art av The Reptile Database. Populationen infogas istället som synonym i Cercophis auratus. Populationens utbredningsområde ligger i Brasilien i delstaterna São Paulo, Santa Catarina, Rio de Janeiro, Paraná, Rio Grande do Sul, Pará, Bahia, Espírito Santo och Minas Gerais.